# Janela do País de Gales para o Alabama

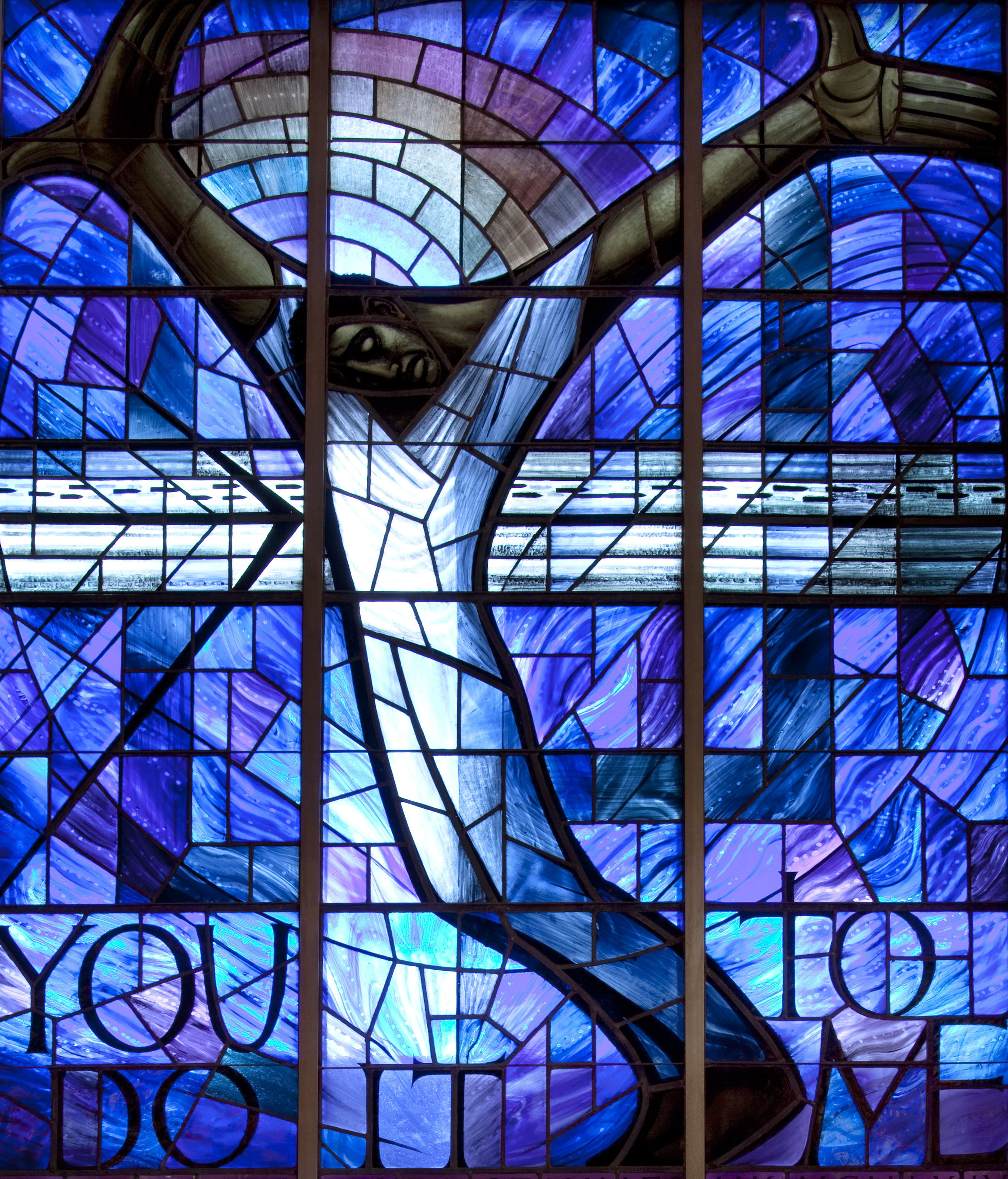

A Janela do País de Gales para o Alabama é um vitral do artista John Petts, criado em resposta ao atentado à Igreja Batista da Rua 16, ocorrido em 1963. Petts, que residia em Carmarthenshire, iniciou uma campanha no País de Gales para arrecadar fundos para financiar um vitral que substituiria uma das janelas destruídas no atentado. O vitral foi instalado na Igreja Batista da 16th Street, em Birmingham, Alabama, em 1965.

## História do vitral
A arrecadação de fundos foi realizada pelo Western Mail. Petts visitou o Alabama e optou por construir um vitral de um Cristo negro. Doações do público galês financiaram a construção da obra de arte no País de Gales, bem como sua entrega e instalação na Igreja Batista da Rua 16.
John Petts faleceu em 1991, aos 77 anos. Em uma entrevista de 1987, focada em suas lembranças do atentado, Petts relatou: "Naturalmente, como pai, fiquei horrorizado com a morte daquelas crianças". Petts então explicou que a inspiração para a imagem do vitral foi um versículo do Evangelho segundo Mateus: "Em verdade vos digo que, quando o fizestes a um destes meus pequeninos irmãos, a mim o fizestes." O Vitral de Gales do Alabama ostenta a inscrição: "Given by The People of Wales".
Em 2023, Vaughan Gething, o primeiro ministro negro do governo galês, visitou Birmingham para o 60º aniversário do atentado.

## Conservação dos desenhos e do vitral
Em 1970, os desenhos do vitral foram doados à Biblioteca Nacional do País de Gales, em Aberystwyth. Em 2013, para marcar o 50º aniversário do atentado, os desenhos originais de Petts foram exibidos na Biblioteca Nacional do País de Gales. Em setembro de 2018, foi relatado que a igreja estava preocupada com a possibilidade de o clima tempestuoso do Alabama destruir o vitral e apelou ao público para arrecadar fundos para preservá-lo.